# Eomesauletes politus
Eomesauletes politus is een keversoort uit de familie Rhynchitidae. De wetenschappelijke naam van de soort is voor het eerst geldig gepubliceerd in 1829 door Carl Henrik Boheman.